# Врућа седла
Врућа седла (енгл. Blazing Saddles) је америчка сатирична вестерн црна комедија из 1974. године, режисера Мела Брукса. Сценарио су написали Брукс, Норман Стајнберг, Ендру Бергман, Ричард Прајор и Алан Југер на основу Бергманове приче и нацрта. Главне улоге тумаче Кливон Литл, Џин Вајлдер, Слим Пикенс, Алекс Карас, Брукс, Харви Корман и Мадлин Кан. Филм је добио генерално позитивне критике од критичара и публике, номинован је за три Оскара и рангиран је на 6. место листе 100 година АФИ-ја... 100 комедија Америчког филмског института.
Брукс се појављује у три споредне улоге, гувернера Вилијама Џ. Ле Петомана, поглавице Индијанаца који говори јидиш и „редитеља” у реду да помогне у инвазији на Рок Риџ (по узору на Хичкока); такође пева текст песме уместо једног члана пратеће трупе Лили фон Штуп. Вођа бенда, Каунт Бејси, глуми себе у камео улози, где се појављује са својим оркестром.
Филм је пун намерних анахронизама, од Каунт Бејсијевог оркестра који свира „April in Paris” на Дивљем западу, до Слима Пикенса који говори о Широком свету спорта. Године 2006, Конгресна библиотека је одабрала овај филм за чување у Националном регистру филмова због свог „културолошког, историјског или естетског значаја”.

## Радња
На америчкој граници 1874. године, нова железничка пруга у изградњи мораће да се преусмери кроз град Рок Риџ како би избегла живи песак. Схвативши да ће од овога Рок Риџ зарадити милионе, територијални државни тужилац Хедли Ламар жели да примора становнике Рок Риџа да напусте свој град, и шаље банду насилника, предвођену његовим лакејом Тагартом, да убију шерифа и униште град. Мештани захтевају да гувернер Вилијам Џ. Ле Петоман именује новог шерифа који ће их заштитити. Ламар убеђује приглупог Ле Петомана да именује Барта, црног железничког радника који би требало да буде погубљен због напада на Тагарта. Црни шериф, сматра Ламар, ће увредити грађане, створити хаос и оставити му Рок Риџ на милост и немилост.
Након првобитног непријатељског пријема (Барт узима себе за „таоца” да би побегао), он се ослања на своју памет и помоћ Џима, револвераша алкохоличара познатог као „Вејко Кид”, да би савладао непријатељство грађана. Барт побеђује Монга, изузетно снажног, али слабоумног послушника послатог да га убије, а затим надмудри немачку заводницу Лили фон Штуп у њеној сопственој игри, а Лили се заљубљује у њега. По пуштању из затвора, Монго нејасно обавештава Барта о Ламаровој вези са железницом, па Барт и Џим посећују железничко градилиште и откривају од Бартовог најбољег пријатеља Чарлија да је планирано да пруга прође кроз Рок Риџ. Тагарт и његови људи долазе да убију Барта, али Џим их разоружава и тера их да се повуку. Ламар, бесан што су се његови планови изјаловили, регрутује војску плаћеника, међу којима су криминалци, гангстери на мотоциклима, чланови Кју-клукс-клана, нацисти и методисти.
Источно од Рок Риџа, Барт упознаје беле грађане са црним, кинеским и ирским железничарима који су пристали да помогну у замену за прихватање од стране заједнице, и објашњава свој план да порази Ламарову војску. Труде се целе ноћи да саграде савршену копију града као диверзију. Када Барт схвати да то неће преварити плаћенике, грађани праве копије себе. Барт, Џим и Монго купују време изградњом „Наплатне рампе гувернера Вилијама Џ. Ле Петомана”, приморавајући плаћенике да пошаљу по ситниш како би платили путарину. Када прођу наплатну рампу, они нападају лажни град и његове „становнике” лутке, које су напуњене динамитом. Након што Џим детонира бомбе својим прецизним хицем, што лансира плаћенике и коње према небу, становници Рок Риџа их нападају.
Настала туча између грађана, железничара и Ламарових насилника буквално руши четврти зид и избија на суседни филмски сет где редитељ Бади Бизар снима музичку нумеру у стилу Базбија Берклија; у студијску мензу где се боре храном; и са филмске парцеле студија Warner Bros. на улице Бербанка. Ламар, схватајући да је побеђен, зауставља такси и тражи од возача да га „одвезе са овог филма”. Улази у један биоскоп, где се приказује премијера Врућих седала. Док се смешта на своје седиште, на платну види Барта како на коњу долази испред биоскопа. Барт блокира Ламарово бекство и пуца му у препоне. Барт и Џим затим улазе у биоскоп да погледају крај филма, у којем Барт саопштава грађанима да иде из града јер је његов посао завршен (и јер му је досадно). Излазећи из града, проналази Џима, како још увек једе кокице, и позива га да оду „нигде нарочито”. Двојица пријатеља накратко јашу коње у пустињи пре него што сјашу и уђу у лимузину, која одлази ка заласку сунца.

## Улоге
| Глумац          | Улога                           |
| --------------- | ------------------------------- |
| Кливон Литл     | Барт                            |
| Џин Вајлдер     | Џим                             |
| Слим Пикенс     | Тагарт                          |
| Харви Корман    | Хедли Ламар                     |
| Мадлин Кан      | Лили фон Штуп                   |
| Мел Брукс       | гувернер Ле Петоман / поглавица |
| Бартон Гилијам  | Лајл                            |
| Алекс Карас     | Монго                           |
| Дејвид Хадлстон | Олсон Џонсон                    |
| Лијам Дан       | свештеник Џонсон                |
| Џон Хилерман    | Хауард Џонсон                   |
| Џорџ Фурт       | Ван Џонсон                      |
| Ричард Колијер  | др Самјуел Џонсон               |
| Џек Старет      | Геби Џонсон                     |
| Керол Артур     | Харијет Џонсон                  |

Напомене:
- Каунт Бејси и његов оркестар се појављују у камео улози, свирајући „April in Paris” усред пустиње док Барт јаше према Рок Риџу да би преузео место шерифа.
- Брукс се појављује у три улоге: као гувернер Ле Петоман, поглавица Индијанаца који говори јидиш и кандидат за разбојничку војску Хедлија Ламара (авијатичар који носи наочаре за сунце и авионску јакну). Такође има две гласовне улоге, као један од Лилиних немачких пратиоца из хора током песме „I'm Tired”, и као мрзовољни гледалац у биоскопу.[6]
- „Ле Петоман” се односи на Жозефа Пујола, извођача у Француској из 19. века који је био професионални флатулиста који је користио „Ле Петоман” као своје уметничко име.[1][7]
- Керол Артур (Харијет Џонсон) је била супруга Дома Делуиза.[1]
- „Олсон Џонсон” је референца на водвиљски комичарски тим Олсен и Џонсон, „Хауард Џонсон” на угашени ланац ресторана Хауарда Џонсона, „Ван Џонсон” на глумца Вана Џонсона, а „Др Самјуел Џонсон” на истоименог енглеског писца из 18. века.[1] Лик „Гебија Џонсон” је директна пародија на каубојског глумца Гебија Хејза.[8]

## Продукција
Идеја за филм је потекла из нацрта приче коју је написао Ендру Бергман, коју је првобитно намеравао да сам развије и продуцира. „Написао сам први нацрт под називом Текс-Икс” (игра речи на име Малколма Икса), рекао је. „Алан Аркин је био ангажован да режира, а Џејмс Ерл Џоунс да глуми шерифа. Овај пројекат се распао, као што то обично бива.” Брукс је био заокупљен причом, коју је описао као „разговор о хипу—говорима и изразима из 1974—који се дешавају 1874. на Дивљем западу”, и откупио је филмска права од Бергмана. Иако није радио са тимом за писање још од серије Your Show of Shows, ангажовао је групу сценариста (укључујући Бергмана) да прошире нацрт, и замолио их: „Молим вас, немојте писати учтив сценарио”. Брукс је описао процес писања као хаотичан: „ Врућа седла су мање-више написана усред пијане туче песницама. Било нас је петорица који смо гласно викали да наше идеје буду унете у филм. Не само да сам ја био најгласнији, већ сам и имао право као режисер да одлучујем шта ће ући у сценарио, а шта неће.” Бергман се сећа да је просторија била исто тако хаотична, говорећи за Creative Screenwriting: „У почетку смо имали пет људи.и Нормана Стајнберга. Ричи је отишао након прве верзије, а онда смо Норман, Мел и ја написали следећа три или четири нацрта. Био је то неред. Била је то соба за изгреднике!”
Оригинални наслов, Текс-Икс, је одбијен како публика не би помислила да филм има рејтинг X (додељивао се филмовима који су сматрани потенцијално најштетнијим по публику), као и Црни Барт – референца на Црног Барта, белог разбојника из 19. века – и Љубичасти Сејџ. Брукс је рекао да је једног јутра коначно зачео Врућа седла док се туширао.
Кастинг је био проблематичан. Ричард Прајор је био Бруксов првобитни избор да игра шерифа Барта, али је студио, тврдећи да га је историја хапшења због дроге учинила несигурним, одбио да одобри финансирање филма са Прајором као звездом. Кливон Литл је добио улогу, а Прајор је остао као сценариста. Брукс је понудио другу главну улогу, Вејко Кида, Џону Вејну; он је одбио, сматрајући да је филм „превише плав” за његов породични углед, али је уверио Брукса да ће „он бити први у реду који ће га видети”. Гиг Јанг је добио улогу, али је колабирао током своје прве сцене од онога што је касније утврђено као синдром одвикавања од алкохола, а Џин Вајлдер је унајмљен да га замени. Џони Карсон и Вајлдер су одбили улогу Хедлија Ламара пре него што је Харви Корман добио ту улогу. Мадлин Кан се успротивила када је Брукс тражио да види њене ноге током њене аудиције. „Она је рекла, 'Значи, то је таква врста аудиције?'”, присетио се Брукс. „Објаснио сам јој да сам срећно ожењен човек и да ми треба неко ко може да опседне столицу својим ногама као Марлен Дитрих у филму Дестри поново јаше. Након тога, она је подигла сукњу и рекла: 'Без дирања.'”
Брукс је имао бројне сукобе око садржаја са студијским руководиоцима, укључујући честу употребу речи „црња”, сцене завођења Лили фон Штуп, какофоније надутости око логорске ватре и Монга како удара коња. Брукс, чији му је уговор давао коначну контролу над садржајем, одбио је да направи било какве суштинске измене, са изузетком да је прекинуо Бартову последњу реченицу током Лилиног завођења: „Мрзим што морам да вас разочарам, госпођо, али ви сисате моју руку”. Када су га касније питали о бројним референцама на „црње”, Брукс је рекао да је добио подршку од Прајора и Литла. Додао је: „Ако бисте данас урадили римејк Врућих седала [2012], изоставивши ту реч, онда не бисте имали филм.” Брукс је рекао да је добио много писама жалби након изласка филма.
Мало је фалило да филм не буде објављен. „Када смо га приказали руководиоцима, било је мало смеха”, рекао је Брукс. „Шеф дистрибуције је рекао: 'Хајде да га одбијемо и преузмемо губитак.' Али [председник студија Џон] Кели је инсистирао да га прикажу у Њујорку, Лос Анђелесу и Чикагу пред тест публиком. Тог лета је постао најуспешнији филм овог студија на благајнама.” Светска премијера одржана је 7. фебруара 1974. у у Бербанку; 250 позваних гостију — укључујући Литла и Вајлдера — гледало је филм на коњу.

## Песме и музика
Мел Брукс је написао музику и текст за три филмске песме, „The Ballad of Rock Ridge”, „I'm Tired” и „The French Mistake”. Брукс је такође написао текст насловне песме, уз музику Џона Мориса, филмског композитора. Да би отпевао насловну песму, Брукс је путем трговачких новина поставио оглас за певача „типа Френкија Лејна”; на његово изненађење, сам Лејн је одговорио на оглас. „Френки је отпевао песму од срца... а ми нисмо имали срца да му кажемо да је ово пародија. Никада није чуо пуцкетање бича; то смо ставили касније. Имали смо среће са његовом озбиљном интерпретацијом песме.”
Кореограф за песме „I'm Tired” и „The French Mistake” био је Алан Џонсон. Прва песма је омаж и пародија на песму Марлен Дитрих „I'm the Laziest Gal in Town” из филма Трема Алфреда Хичкока, као и „Falling in Love Again (Can't Help It)” из филма Плави анђео.
Оркестрације су радили Морис и Џонатан Таник.
Прво издање комплетне музичке нумере за Врућа седла са студијском лиценцом објављено је 26. августа 2008. године. Рестаурирано од оригиналних елемената студијског трезора, ограничено издање CD-а – тиража од 3.000 – садржи песме из филма, као и Морисову партитуру. Инструменталне верзије свих песама су бонус нумере на диску. Диск садржи белешке са коментарима Мела Брукса и Џона Мориса.

## Пријем
Док се Врућа седла данас сматрају класичном комедијом, критичке реакције су биле помешане када је филм објављен. Винсент Кенби је написао:
Врућа седла немају доминантну личност и чини се као да укључује сваки гег који се смисли на свакој конференцији о причама. Било добро, лоше или благо, ништа није избачено. Комедија Вудија Алена, иако је у великој мери производ нашег доба анализе, подсећа на чудесност и дисциплину људи попут Китона, Станлија и Олија. Нишани г. Брукса су нижи. Његова дрскост је ретка, али његово коришћење анахронизма и анархије не подсећа на велике филмске комедије из прошлости, већ на оне средње величине као што филмови серијала Пут у.... Са својим талентом требало би да прође много боље од тога.
Роџер Иберт је филму дао четири звездице од четири, назвавши га „помамним филмом који чини све да нас насмеје осим што нас удари гуменим пилетином по глави. Углавном, успева. То је филм за публику; нема много отменог лака и његова структура је тотални неред. Али наравно! Какве то везе има док Алекс Карас удара коња десним крстом у вилицу?” Џин Сискел је доделио три звездице од четири и назвао га „обавезно рангираним међу најсмешнијим у години”, додајући: „Кад год смех пресуши, Брукс и његов квартет гег писаца пљускају у базену опсцености које доводе до трбушног смеха ако вам уши нису осетљиве и ако сте љубитељ западних филмских конвенција које пародирају”. Variety је написао: „Ако се комедије мере искључиво бројем јукова коју генеришу од публике, онда се Врућа седла мора сматрати успехом... Мало гледалаца ће имати времена између смеха да се пожали да је филм у суштини безобразна, продужена верзија телевизијске комедије.”
Чарлс Чамплин из Los Angeles Times-а назвао је филм „непоштовањем, нечувеним, невероватним, често безочно неукусним као јеленска ноћ у Фрајаровом клубу и готово непрестано смешним”. Гери Арнолд из The Washington Post-а је у негативној рецензији написао: „Мел Брукс траћи брз наслов на гомилу устајалих вицева. Рећи да овој вестерн пародији недостаје свежина, спонтаност и оригиналност је благо речено. Врућа седла су истовремено неуредна и застарела машина за гегове.” Џен Досон из The Monthly Film Bulletin-а пише: „Можда је педантно жалити се да целина није у складу са збиром својих делова када, за кустоса, Врућа седла садрже толико добрих делова и незаборавних представа.” Џон Сајмон је написао негативну рецензију Врућа седла, изјавивши: „Бацају се све врсте гегова—углавном анахронизме, ирелевантносте, обрнуте етничке шале и вулгарности заједно на пел-мелом, лудачки удара у свим правцима, и обично забија у земљу.”
На сајту Rotten Tomatoes, филм има рејтинг одобравања од 89% на основу 61 рецензије, са пондерисаним просеком од 8,20/10. Консензус сајта гласи: „Одважан, провокативан и смешан до суза, филм је радосно вулгарна подвала вестерна која означава врхунац у каријери Мела Брукса.”
Током продукције филма, пензионисана филмска звезда Хеди Ламар тужила је Warner Bros. за 100.000 долара, оптужујући да филмска пародија употребом њеног имена крши њено право на приватност. Брукс је изјавио да је поласкан и да је одлучио да се против тога не бори на суду; студио се нагодио ван суда за малу суму и извинио што је „скоро користио њено име”. Брукс је рекао да Ламарова „никада није схватила шалу”. Ова тужба се помиње у филму, када Бруксов лик, гувернер, каже Хедлију Ламару да је „ово 1874; ви можете да тужите њу”.
Роман Ишмаела Рида из 1969. Yellow Back Radio Broke-Down је наведен као важан утицај за Врућа седла, а ову везу је и сам Рид коментарисао.

### Зарада
Филм је зарадио 26,7 милиона долара од изнајмљивања у биоскопима у Сједињеним Државама и Канади. У свом реиздању из 1976. зарадио је додатних 10,5 милиона долара и још 8 милиона 1979. године. Његов укупни износ од изнајмљивања у Сједињеним Државама и Канади износио је 47,8 милиона долара са бруто 119,5 милиона долара, чиме је постао тек десети филм до тог времена који је прешао границу од 100 милиона долара.

## Награде и признања
Док се обраћа својој банди плаћеника, лик Харвија Кормана их подсећа да, иако ризикују своје животе, он „ризикује скоро сигурну номинацију за Оскара за најбољег споредног глумца!” Корман није био номинован за Оскара, али је филм добио три номинације на 47. додели Оскара, укључујући ону за најбољу споредну глумицу за Мадлин Кан.
Године 2006, филм је проглашен „културолошки, историјски или естетски значајним” од стране Конгресне библиотеке и одабран је за чување у Националном регистру филмова.
По објављивању специјалног издања поводом 30. годишњице 2004. године, Today је изјавио да је филм „набацио на ражањ скоро сваки аспект расних предрасуда, а да притом допушта смех” и да је „на врху веома кратке листе” комедије и даље смешне после 30 година. NPR је 2014. написао да је четири деценије након снимања филма „и даље, као и увек, загризла сатира” о расизму, иако његов третман према хомосексуалцима и женама „уопште није самосвестан”.
| Награда                                          | Категорија                                  | Номиновани                                                             | Резултат   | Реф.   |
| ------------------------------------------------ | ------------------------------------------- | ---------------------------------------------------------------------- | ---------- | ------ |
| Оскар                                            | Најбоља споредна глумица                    | Мадлин Кан                                                             | Номинација | [ 39 ] |
| Оскар                                            | Најбоља монтажа                             | Џон Си Хауард и Данфорд Грин                                           | Номинација | [ 39 ] |
| Оскар                                            | Најбоља песма                               | „Blazing Saddles” Музика: Џон Морис; Текст: Мел Брукс                  | Номинација | [ 39 ] |
| Награде БАФТА                                    | Најбољи сценарио                            | Мел Брукс, Норман Стајнберг, Ендру Бергман, Ричард Прајор и Алан Југер | Номинација | [ 40 ] |
| Награде БАФТА                                    | Најперспективнији новајлија у главној улози | Кливон Литл                                                            | Номинација | [ 40 ] |
| Национални одбор за презервацију филмова         | Национални регистар филмова                 | Национални регистар филмова                                            | укључен    | [ 5 ]  |
| Награде Онлајн филмског и телевизијског удружења | Галерија славних – филмови                  | Галерија славних – филмови                                             | Освојено   | [ 41 ] |
| Награде Удружења сценариста Америке              | Најбољи хумористички сценарио               | Мел Брукс, Норман Стајнберг, Ендру Бергман, Ричард Прајор и Алан Југер | Освојено   | [ 42 ] |

Филм је укључен на следеће листе Америчког филмског института:
- 2000: 100 година АФИ-ја... 100 комедија – 6. место[43]

## Адаптације
Пилот епизода под називом „Црни Барт” произведена је за CBS на основу Бергманове оригиналне приче. У њој су глумили Луј Госет Млађи као Барт и Стив Ландесберг као његов пијани помоћник, бивши официр Конфедерације по имену „Реб Џордан”. Међу осталим члановима глумачке екипе били су Мили Славин и Нобл Вилингем. Бергман је наведен као једини творац. CBS је једном емитовао ову епизоду, 4. априла 1975. године. Пилот епизода је касније укључена као бонус на DVD и Blu-ray форматима за 30. годишњицу филма.

## У популарној култури
Стандард Rock Ridge за CD и DVD медије је назван по граду из овог филма.
Анимирани филм Шапе беса: Легенда о Хенку из 2022. са Мајклом Сером, Самјуелом Л. Џексоном, Мишел Јео и Рикијем Џервејсом у главним улогама, првобитно је назван Врући самурај и његови креатори су га окарактерисали како је „подједнако инспирисан и одаје почаст Врућим седлима.” Брукс је био извршни продуцент овог филма и позајмио је глас једном од ликова.

## Кућни медији
Филм је први пут објављен на DVD-у 1997, након чега је уследило DVD специјално издање поводом 30. годишњице 2004. и Blu-ray верзија 2006. године. Blu-ray сет поводом 40. годишњице објављен је 2014. године.